# Буранний
Бура́нний (рос. Буранный) — селище у складі Александровського району Оренбурзької області, Росія.

## Населення
Населення — 266 осіб (2010; 320 у 2002).
Національний склад (станом на 2002 рік):
- росіяни — 74 %